# Průliv Rudé armády
Průliv Rudé armády (rusky Пролив Красной Армии) je průliv v Severním ledovém oceánu, patří do Karského moře, odděluje ostrov Říjnové revoluce od ostrovů Komsomolec a Pioněr (Severní země). Spojuje Karské moře s mořem Laptěvů.
Délka průlivu je cca 110 km, dosahuje šířky 10 až 18 km. Maximální hloubka je 460 m. Pobřeží je strmé, hornaté a pokryté ledovci. Po celý rok je průliv pokrytý ledem, jen zřídka je bez ledu. V průlivu se nachází ostrovy Mačtovyj, Kaštanki, Vysokyj, Otkrytyj, Vápencové ostrovy, souostroví Sedova a další.
Průliv je pojmenován po Rudé armádě.